# Venant de Tours
Pour les articles homonymes, voir Venant.
Saint Venant est un moine du Ve siècle, devenu abbé de la basilique Saint-Martin de Tours. Réputé pour sa sainteté de son vivant, connu comme thaumaturge et auteur de miracles, il est considéré comme saint dans l’Église catholique. Sa mémoire est célébrée le 13 octobre.

## Biographie
Venant est né au Ve siècle dans le Berry. Sa biographie nous est connue par la chronique de Grégoire de Tours.
Sa famille est de souche gallo-romaine, ses parents sont des chrétiens ayant le statut « d'hommes libres ». Adolescent, le jeune homme tombe amoureux d'une jeune fille à qui il offre régulièrement des friandises. Ses parents le fiancent avec la jeune fille, ce qui semble le satisfaire. Mais avant le mariage, il se rend en pèlerinage sur le tombeau de saint Martin. Il en revient « bouleversé ». Il demande l'accord à sa fiancée de pouvoir rompre leurs fiançailles, et il retourne à la basilique Saint-Martin, qui héberge un monastère, pour y devenir moine,.
À la mort de l'abbé Silvinus, il est nommé abbé par ses frères. Des guérisons miraculeuses auraient été obtenues par sa prière.
Grégoire de Tours affirme qu'à la fin de sa vie, Venant « bénéficia de grâces mystiques, comme saint Martin naguère, et eut le don des miracles. La contrepartie de ce don fut une lutte ouverte contre les démons qui lui apparaissaient sous une forme visible ». Le chroniqueur affirme que Venant « était un homme d'une sainteté magnifique et que les miracles furent nombreux sur son tombeau après sa mort ».

## Notoriété
Saint Venant a donné son nom à des villes :
- Saint-Venant, une commune française, située dans le département du Pas-de-Calais ;
- Saint-Venant-de-Paquette, une municipalité du Québec au Canada.

L'église de Ballan (aujourd'hui Ballan (Indre-et-Loire)) est dédiée à saint Venant.